# ۲-فورونیتریل
۲-فورونیتریل (به انگلیسی: 2-Furonitrile) یک ترکیب شیمیایی با شناسه پاب‌کم ۶۹۲۴۵ است. شکل ظاهری این ترکیب، بی‌رنگ تا زرد روشن است.